# Indiana Jones and the Fate of Atlantis
Indiana Jones and the Fate of Atlantis er et adventurespil til DOS fra 1992, som er udgivet af LucasArts.
Fate of Atlantis udmærker sig dels ved, at man som spiller vælger mellem tre forskellige måder at gennemføre spillet på, og dels fordi dialogen er indspillet, hvilket var usædvanligt på tidspunktet. Spillet blev også udgivet på en CD, i stedet for en bunke disketter, i 1993 hvor alle figurerne havde stemmer af for det meste ukendte tegnefilmsdubbere.

## Handling
Spillets handling foregår i 1939, hvor Dr. Indiana Jones, på en Hr. Smiths opfordring, finder en mystisk statuette på Barnett College museum. Smith truer Jones med en pistol, og stjæler statuetten, da han præsenteres for den. Det viser sig at Smith i virkeligheden hedder Klaus Kerner, som er agent for Nazi-Tyskland. Kerner er interesseret i udgravninger, som Jones og hans tidligere kollega Sophia Hapgood har foretaget på Island. Jones opsøger Hapgood, som har skiftet karriere til clairvoyant, men da de to vender tilbage til Hapgoods lejlighed, viser det sig, at Kerner allerede har endevendt stedet.
Fordi Hapgood altid bærer en halskæde, som de fandt på Island, har Kerner ikke fået den med. Hapgood forklarer, at nazisterne må være ude efter Atlantis' hemmelige våben: Orikalkum, som er et legendarisk metal, som i spillet er mere kraftfuld end uran.
Kapløbet mellem de gode (Jones og evt. Hapgood) og de onde (nazisterne) begynder for at finde frem til den tabte by Atlantis.
Nøglen er at finde i Platons forsvundne dialog kaldet The Hermocrates. Jagten leder blandt andet Jones til labyrinten på Kreta, Monte Carlo og Algeriet.

Efter mange vanskeligheder lykkes det både Jones og nazisterne at finde frem til Atlantis, men byen går til grunde, da de vækker en vulkan, der ikke har været aktiv i over tusinde år. Jones (og evt. Hapgood) overlever med nød og næppe.

## Personer
- Indiana Jones: hovedpersonen. Kendt eventyrer og arkæolog.
- Sophia Hapgood: amerikansk clairvoyant og tidligere arkæolog.
- Klaus Kerner: nazisternes agent. Kerner er interesseret i at lære hemmeligheden om Atlantis, for at udvikle våben til Nazi-Tyskland.[2]
- Dr. Ubermann: nazistisk forsker, som drømmer om at blive en gud.[3]
- Marcus Brody: britisk "Dean of Students" på Marshall College, samme college som Jones (Barnett College indtil 1937). Loyal ven af Indiana Jones og Henry Jones, Sr.
- Biff: dørmand ved Hapgoods show i New York.
- Dr. Bjorn Heimdall: arkæolog på Island, der tidligere har udført udgravninger i Danmark.
- Dr. Charles Sternhart: britisk arkæolog som har oversat Platons forsvundne dialog, og forsøger at finde beviser for Atlantis på Yucatán-halvøen.
- Felipe Costa: portugisisk forretningsmand, han handler information mod antikviteter og bor på Azorerne.
- Alain Trottier: fransk forretningsmand fra Monte Carlo, han tror på clairvoyance og er fan af Sophia Hapgood.
- Omar Al-Jabbar: algiersk forretningsmand fra Algier.